# کوه مونت فورت
کوه مونت فورت (به لاتین: Mont Fort) یک کوه در سوئیس است که در کانتون وله واقع شده‌است. کوه مونت فورت ۳٬۳۲۸ متر بالاتر از سطح دریا واقع شده‌است.